# Françoise Cribier
Pour les articles homonymes, voir Cribier.
Françoise Cribier est une géographe française (née le 23 avril 1930 à Paris et morte le 21 mai 2025 à Châtenay-Malabry), directrice de recherche au CNRS. Spécialisée dans le domaine de la population, elle est pionnière dans les études des migrations de retraite en France. Son étude des déplacements et changements de vie sur plus de vingt-cinq ans de Parisiens et Parisiennes retraités permis de suivre leurs parcours de fin de vie : il s'agit d'une des plus longues études de ce type. Cette méthode inspire de nombreuses recherches dans les années 1990.

## Biographie
Françoise Fleury-Bernheim naît en 1930,. Sa thèse en géographie du tourisme porte sur les migrations de vacances en France. Pour s'intéresser au lieu de départ des vacanciers, ce qui est nouveau, elle développe une méthode qui croise à la fois des données chiffrées et des entretiens réguliers sur une cohorte de personnes. Cette méthode, qu'elle poursuit dans son étude des migrations de retraite croise quantitatif et qualitatif, ce qui, lié à l'informatisation, inspire grandement la recherche dans les années 1990.

## Travaux

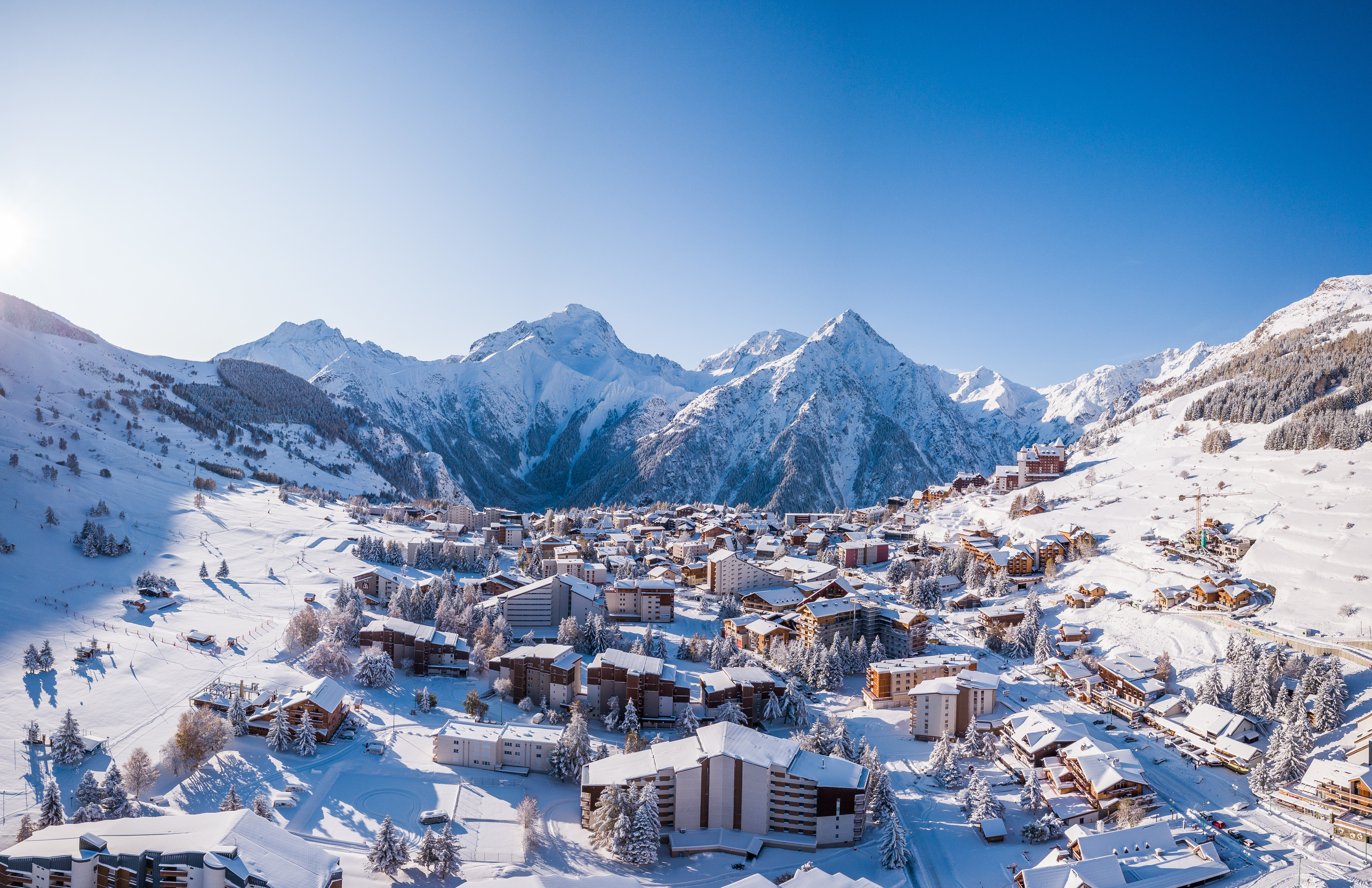
Les Deux Alpes, station de tourisme étudiée par Françoise Cribier

Les travaux de Françoise Cribier portent sur la géographie sociale et la géographie de la population. Elle réalise dans un premier temps sur le tourisme estival avant de s'intéresser aux migrations lors de la retraite. Elle réalise également plusieurs enquêtes sur les prémices du tourisme de masse dans les lieux fortement touristiques, sur le littoral ou, par exemple, sur la station des Deux Alpes,.

### Les migrations d'été
En 1964, Françoise Cribier étudie les déplacements estivaux de populations urbaines. Elle note qu'autrefois usage des classes privilégiées, il s'agit à présent d'un phénomène de masse qui change le peuplement des lieux de villégiature. En moyenne, 20 millions de personnes partent pour 27 jours pour une distance parcourue jusqu'au lieu de villégiature, très méridional, de 390 km,.

### Les migrations de retraite à partir de Paris
La migration lors du passage à la retraite s'est développée dans toutes les classes sociales au XXe siècle alors qu'elle était une pratique provenant à l'origine des classes aisées dans les périphéries des grandes villes,.

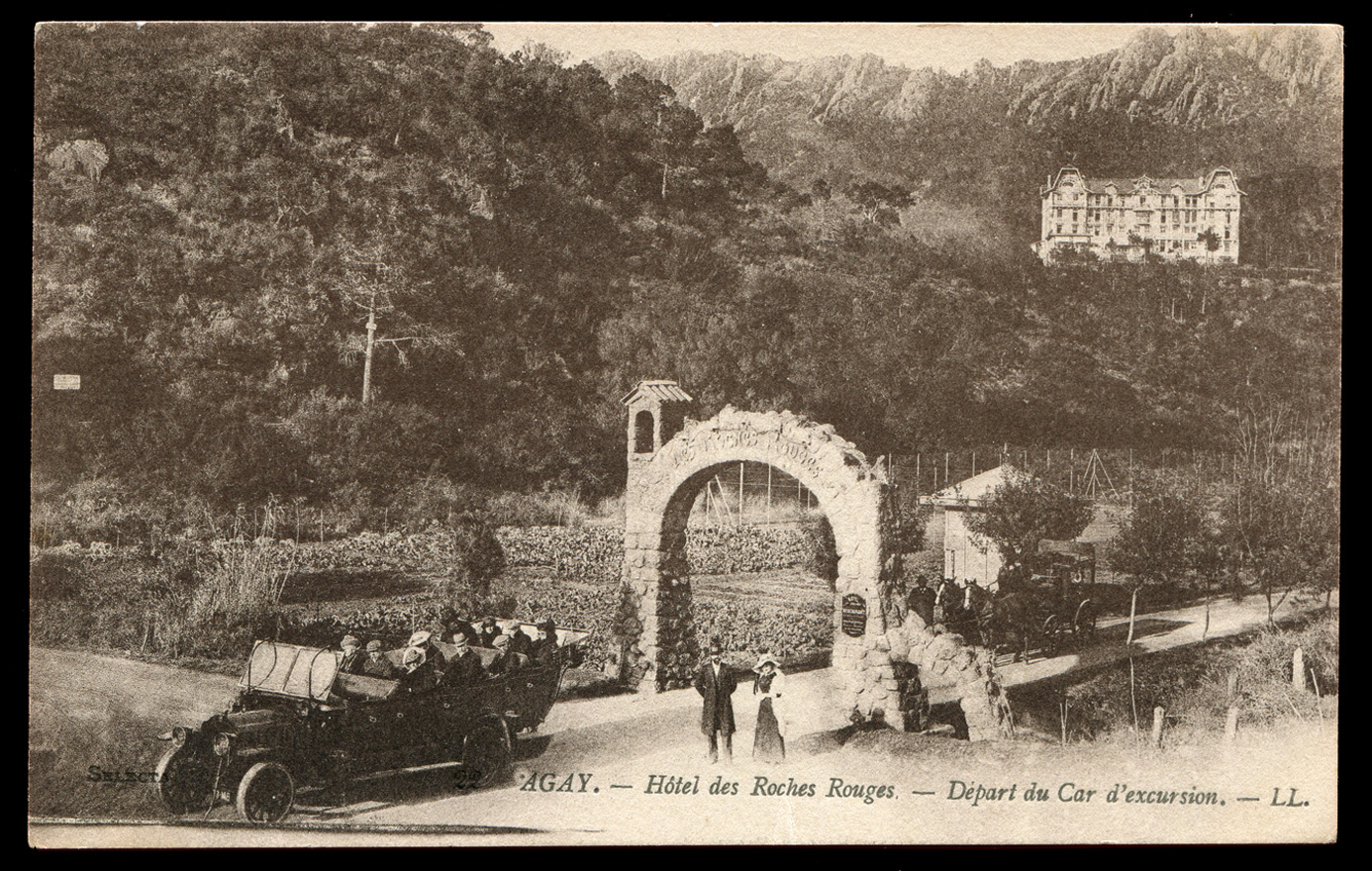
Vacanciers de classes aisées, à Agay dans les années 1910.

Le groupe de recherche mené par Françoise Cribier met distingue deux phases de retraite, une active puis une de grande vieillesse avec la perte d'autonomie. Avec Alexandre Kych, Françoise Cribier étudie entre les années 1970 et 1980 les migrations de retraite des Parisiens et Parisiennes. Ces parcours de vie constituent « des histoires de vie géographiques ». Il s'agit alors d'une des plus grandes études longitudinales, réalisée grâce aux dossiers de la Caisse nationale d'assurance vieillesse. Les travaux montrent que le départ est le fait de personnes âgées de moins de 65 ans, dans l'année qui suit la retraite, en direction de l'ouest et du sud, avec un tiers des personnes habitant auparavant en province et un quart des personnes ayant toujours habité Paris. Toutefois, les personnes habitant à Paris sont deux fois plus nombreuses à quitter la capitale que le reste des populations habitant dans des grandes villes.

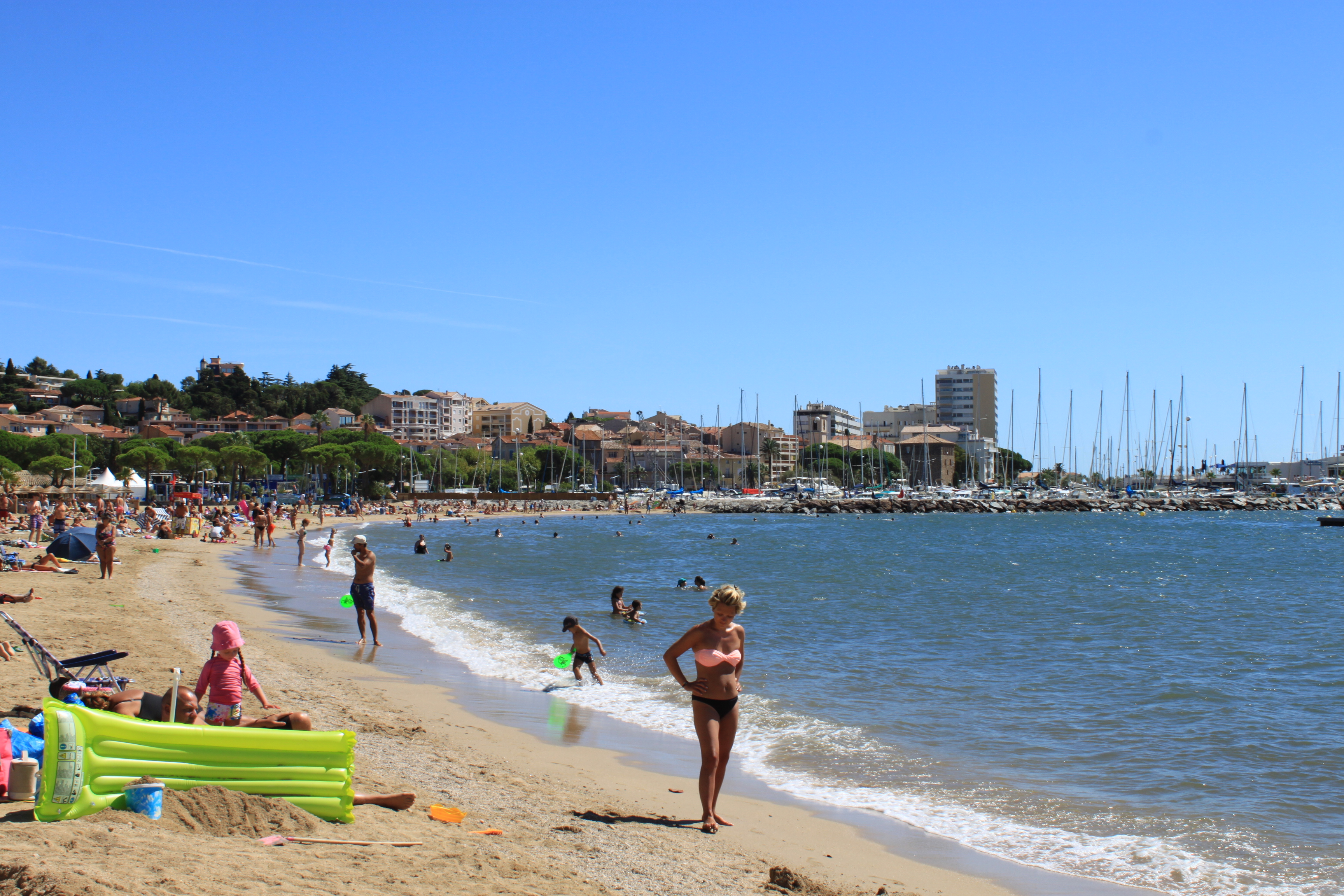
En 2015, la plage du Casino à Sainte-Maxime, bordant le golfe de Saint-Tropez.

Lorsque les deux conjoints sont originaires du même département, le taux de départ est presque réduit de moitié. Cela est dû autant au fait d'avoir une meilleure épargne qu'à la capacité du couple à être plus autonome face aux réseaux d'amitiés. Les relations familiales antérieures pèsent sur les rapprochements avec les enfants, avec le développement de « l'intimité à distance » du sociologue Léopold Rosenmayr : enfants et petits-enfants viennent voir leurs parents et grands-parents lors de vacances.

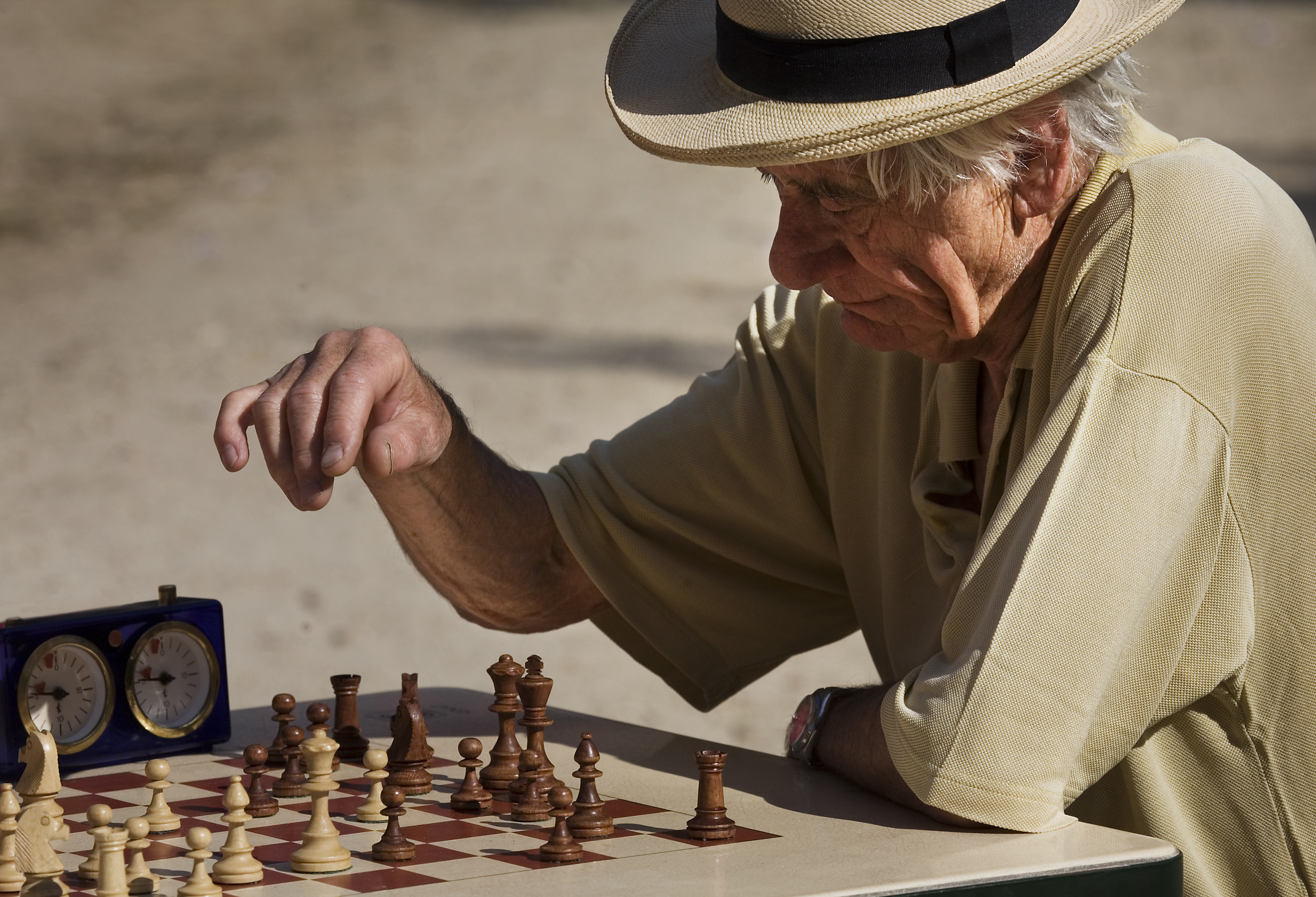
Personne âgée jouant aux échecs au Jardin du Luxembourg à Paris

Leurs recherches mettent en avant une évolution des motivations : on déménage pour vivre mieux et non plus en raison du bruit, de la fatigue ou d'un logement trop petit. Ils notent donc l'apparition d'une « turbulence résidentielle » quand les personnes à la retraite choisissent de vivre pour partie à Paris et une autre partie de l'année dans des voyages organisés ou des locations en villégiatures. Ils notent également pour les franges les plus aisées de la population le développement des doubles résidences qui permettent de vivre à Paris, où l'offre culturelle, de santé et de commerces est meilleure et en province. Les seniors peuvent ainsi avoir une « multiple fidélité au lieu », à ceux appréciés tout au long de leur vie et aux réseaux de connaissances qu'ils y ont créées. Une « relation libre au lieu » qu'elle ramène à la modernité.
En 2007, ils notent cependant une baisse des migrations de retraite dans toutes les classes sociales. C'est notamment dû à l'augmentation de la taille des logements et leur amélioration (ascenseur).
Leurs études montrent que les femmes veuves ayant résidé à Paris se rapprochent davantage de leur famille et que les femmes seules peuvent rencontrer plus de difficultés à s'intégrer dans des régions de retraite où les personnes sont majoritairement en couple.
Son époux, Daniel Cribier, ancien directeur de l'Institut de recherche fondamentale du CEA, est mort le 26 février 2010. Françoise Cribier meurt le 21 mai 2025,.

## Publications

### Livres
- Françoise Cribier, La migration de retraite, Paris, C.O.R.D.E.S, 1973 (BNF 35451184)
- Françoise Cribier, Michel Drain et François Durand-Dastès (préf. Jacqueline Beaujeu-Garnier), Initiation aux exercices de géographie régionale, Paris, Société d'édition d'enseignement supérieur, coll. « Regards sur la géographie », 1967, 211 p.
- Françoise Cribier, La Grande migration d'été des citadins en France, Paris, Éditions du Centre national de la recherche scientifique, coll. « Mémoires et documents / Centre de recherches et documentation cartographiques et géographiques », 1969, 405 p.

### Articles
- Françoise Cribier et Alexandre Kych, « La migration de retraite des Parisiens: Une analyse de la propension au départ », Population (French Edition), vol. 47, no 3,‎ 1992, p. 677–717 (ISSN 0032-4663, DOI 10.2307/1533738, lire en ligne, consulté le 5 mai 2022)
- Françoise Cribier, « Itinéraires professionnels et usure au travail: une génération de salariés parisiens », Le Mouvement social, no 124,‎ 1983, p. 11–44 (ISSN 0027-2671, DOI 10.2307/3777973, lire en ligne, consulté le 5 mai 2022)
- (en) Francoise Cribier, « A European Assessment of Aged Migration », Research on Aging, vol. 2, no 2,‎ juin 1980, p. 255–270 (ISSN 0164-0275 et 1552-7573, DOI 10.1177/016402758022013, lire en ligne, consulté le 5 mai 2022)
- Françoise Cribier, « Les résidences secondaires des citadins dans les campagnes françaises », Études rurales, nos 49/50,‎ 1973, p. 181–204 (ISSN 0014-2182, lire en ligne, consulté le 5 mai 2022)

### Source utilisée pour la rédaction de cet article
: document utilisé comme source pour la rédaction de cet article.
- Denise Pumain, « Françoise CRIBIER  - Dictionnaire créatrices » , sur www.dictionnaire-creatrices.com (consulté le 15 avril 2022)